# Friedrich Boedicker (Vizeadmiral)

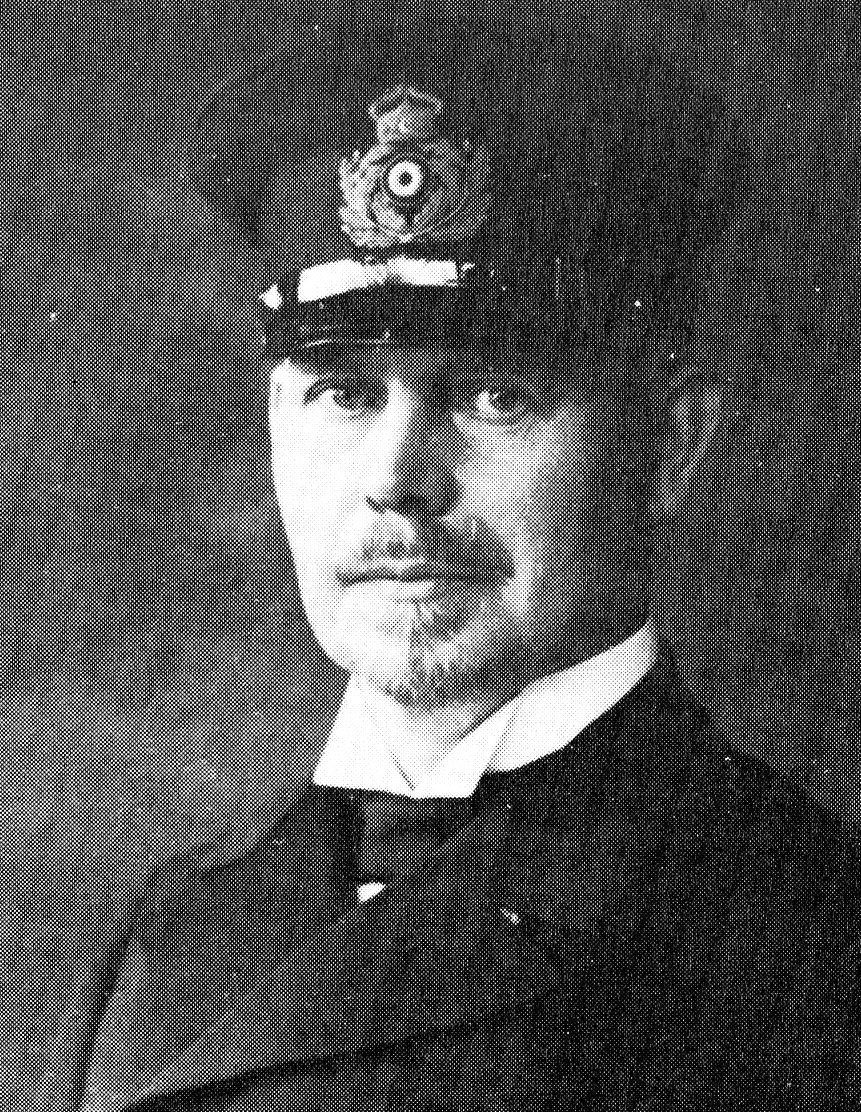
Admiral Friedrich Boedicker (1866–1944)

Friedrich Boedicker (* 13. März 1866 in Kassel; † 20. September 1944 ebenda) war ein deutscher Vizeadmiral im Ersten Weltkrieg.

## Vorkriegsjahre
Boedicker trat nach seinem Abitur 1884 in die Kaiserliche Marine ein und durchlief die übliche Ausbildung zum Seeoffizier. Er diente sowohl an Bord verschiedener Schiffe als auch in Stabsstellen. Als Korvettenkapitän erhielt er im Oktober 1907 das Kommando über den Kleinen Kreuzer Frauenlob und wurde kurz darauf zum Fregattenkapitän befördert. Im Januar 1908 wurde er Kommandant des Kleinen Kreuzers Stettin, der die Frauenlob bei den Aufklärungsstreitkräften ersetzte und den er bis September 1908 befehligte. Vom 17. Juni bis zum 8. August 1908 begleitete er mit der Stettin die kaiserliche Yacht Hohenzollern bei Regatten nach Norwegen und bei einem Besuch in Stockholm. Von September 1910 bis September 1913 befehligte er als Kapitän zur See das Linienschiff Schleswig-Holstein.

## Erster Weltkrieg

### Beschießung von Lowestoft und Yarmouth
Im Ersten Weltkrieg war Boedicker als Konteradmiral vom 28. August 1915 bis zum 10. September 1916 Befehlshaber der aus modernen Kleinen Kreuzern bestehenden II. Aufklärungsgruppe. Vom 27. März bis zum 12. Mai 1916 befehligte er während eines Genesungsurlaubs von Vizeadmiral Franz Hipper vertretungsweise auch die I. Aufklärungsgruppe, bestehend aus den Schlachtkreuzern Seydlitz, Lützow, Derfflinger, Moltke und Von der Tann. Mit diesen Schiffen unternahm Boedicker am 24./25. April 1916 einen von Admiral Reinhard Scheer mit Teilen der Schlachtflotte gedeckten Vorstoß an die englische Ostküste und beschoss dort die Städte Lowestoft und Yarmouth. Die Seydlitz, auf der Boedicker seine Flagge gesetzt hatte, musste allerdings nach dem Erhalt eines Minentreffers bei Norderney nach Wilhelmshaven zurückkehren, und Boedicker stieg auf die Lützow um. In Lowestoft wurden zwei 15-cm Küstenbatterien und etwa 200 Häuser zerstört, während in Yarmouth wegen außergewöhnlich schlechter Sichtverhältnisse nur wenige Salven abgefeuert wurden. Beim Abmarsch wurde der britische Kreuzer Conquest durch Artilleriefeuer der deutschen Schlachtkreuzer schwer beschädigt.

### Skagerrakschlacht

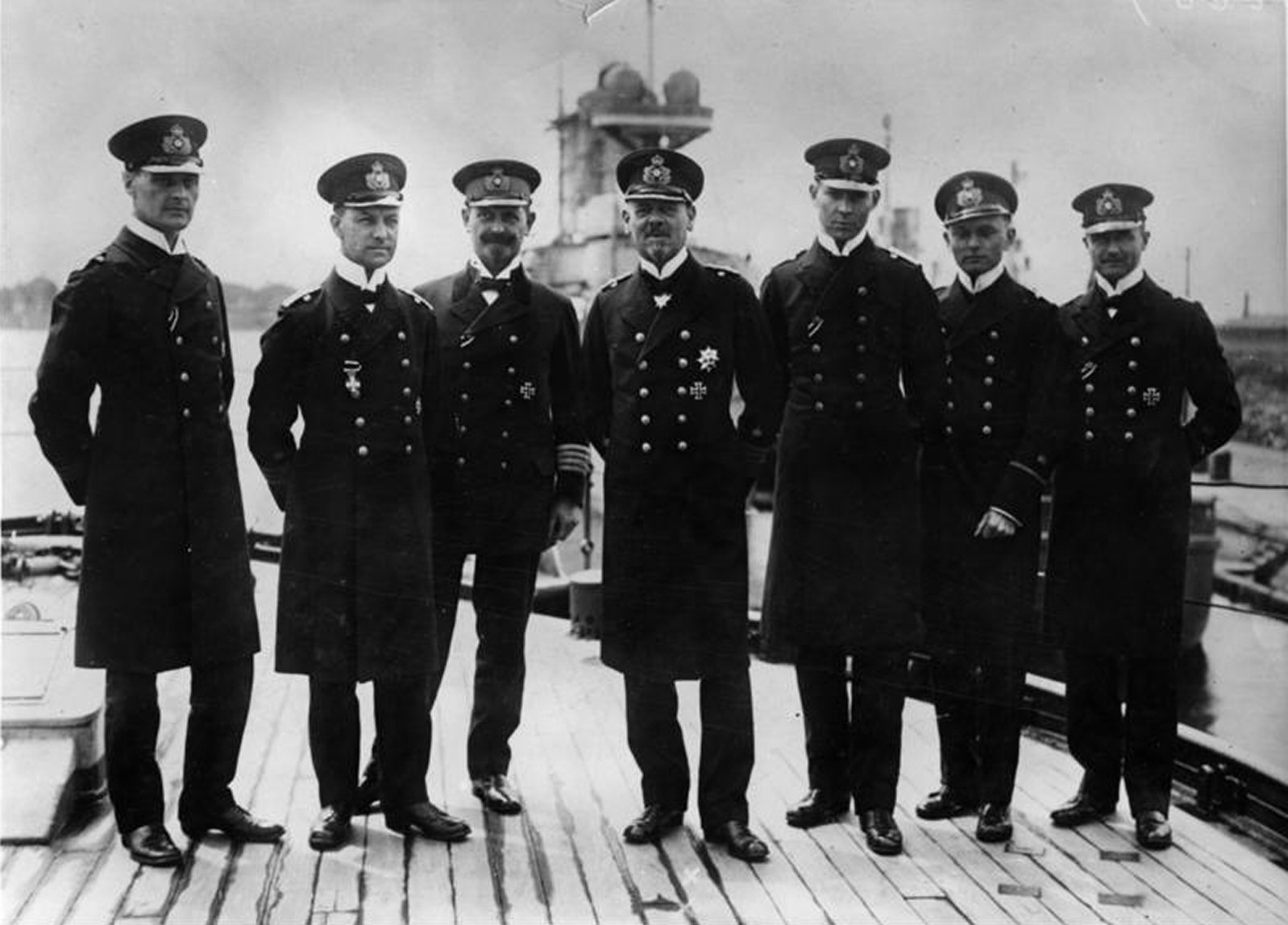
Vizeadmiral Franz von Hipper in der Mitte mit seinem Stab. Von links nach rechts: Kapitänleutnant Friedrich Brutzer, Kkpt. Erich Raeder, Marine-Generaloberarzt Adolf Hagenah, Vizeadmiral Hipper, Kptlt. Gottfried Hansen, Kptlt. Oskar von der Lühe, Konteradmiral Friedrich Boedicker

In der Skagerrakschlacht am 31. Mai/1. Juni 1916 befehligte Boedicker wieder die II. Aufklärungsgruppe, bestehend aus den Kleinen Kreuzern Frankfurt (Flaggschiff), Elbing, Pillau und Wiesbaden. Seine Schiffe hatten als erste Feindberührung, und die Elbing erzielte um 14:36 Uhr, trotz sehr großer Entfernung, den ersten Treffer der Schlacht, allerdings einen Blindgänger, auf dem britischen Kreuzer Galatea. Gegen 19:00 Uhr traf Boedicker überraschend auf die Grand Fleet und geriet unter schweren Beschuss. Die Wiesbaden wurde kampfunfähig geschossen und sank in der Nacht. Die drei anderen Kreuzer seiner Gruppe konnten sich trotz erhaltener Treffer zurückziehen. Die Elbing kollidierte in der folgenden Nacht mit dem Linienschiff Posen und musste von der eigenen Besatzung versenkt werden. Am 1. Juni kehrten daher nur zwei Kreuzer mit der Hochseeflotte nach Deutschland zurück.

### 1916–1918
Im Herbst 1916 befehligte Boedicker vom 2. September bis zum 14. Oktober ein weiteres Mal die I. Aufklärungsgruppe in Abwesenheit Hippers, und ab 15. Oktober war er mit der Einrichtung der Dienststellung II. Admiral der I. Aufklärungsgruppe. In dieser Stellung löste ihn Konteradmiral Ludwig von Reuter am 22. Januar 1918 ab, als Boedicker, nun Vizeadmiral, zum Chef des I. Geschwaders der Hochseeflotte ernannt wurde und seine Flagge auf dem Großlinienschiff Ostfriesland setzte. Diese Position hatte er bis zum Kriegsende inne. Am 23./24. April 1918 nahm sein Geschwader am letzten Nordseevorstoß der Hochseeflotte teil.
Im August 1918 wurde Boedicker zum Befehlshaber des Unternehmens Schlußstein ernannt, dessen Ziel die Besetzung der Murmanbahn in Karelien war. Boedicker begann die Vorbereitungen dazu am 12. August mit dem Räumen von Minen in den Zufahrtswegen zum Finnischen Meerbusen. Er selbst ging mit seinem Stab auf dem Kleinen Kreuzer Stralsund über Libau, Reval, Helsingfors, Narwa und Hungerburg bis in den Björkö Sund, um die Vorbereitungen zu leiten, während er seine Linienschiffe in Kiel in Bereitschaft hielt. Das Unternehmen wurde dann jedoch in der ersten Septemberwoche wegen der unklaren Lage an der Ostfront vorläufig aufgeschoben, und Boedicker kehrte mit der Stralsund nach Wilhelmshaven zurück. Am 27. September wurde das Unternehmen endgültig aufgegeben.
Am 2. Oktober stand Boedickers I. Geschwader zur Aufnahme der Flandern-U-Boote bereit. Am 3. November, nach dem aufgegebenen Flottenbefehl vom 24. Oktober 1918, führte Boedicker das Geschwader in die Elbmündung und ließ es in der Schleuse von Brunsbüttel festmachen. Am 6. November meuterten Matrosen und ein Soldatenrat übernahm die Befehlsgewalt. Am 9. November lief das Geschwader wieder in Wilhelmshaven ein, wo es das Ende des Kriegs am 11. November erlebte. Die Schiffe des Geschwaders wurden in der vierten Novemberwoche entwaffnet, und das Geschwaderkommando wurde am 27. November aufgelöst.
Ab 28. November 1918 wurde Boedicker zur Verfügung des Chefs der Marinestation der Nordsee bzw. des Staatssekretärs des Reichsmarineamtes gestellt und dann am 17. März 1919 verabschiedet.

## Auszeichnungen
- Eisernes Kreuz (1914) II. und I. Klasse[2]
- Roter Adlerorden II. Klasse mit Eichenlaub und Schwertern[2]
- Kronenorden II. Klasse[2]
- Preußisches Dienstauszeichnungskreuz[2]
- Ehrenritterkreuz I. Klasse des Oldenburgischen Haus- und Verdienstordens des Herzogs Peter Friedrich Ludwig[2]
- Friedrich-August-Kreuz I. Klasse[2]
- Komtur I. Klasse des Albrechts-Ordens mit Schwertern[2]